# Estefanía (nombre)
Estefanía es un nombre propio de persona femenino, variante del nombre masculino Esteban, y de origen griego que significa  la bien coronada o “la mujer nacida para ser princesa".

## Variables
- Diminutivo: Steffy, Stef, Stevie, Tefa, Tefi, Estefi, Tef, Fani, Tiff, effy , Tiffi , Estefa, Nia
- Masculino: Estefano
- Significado: " princesa" "coronad"

| Variantes en otras lenguas | Variantes en otras lenguas |
| -------------------------- | -------------------------- |
| Alemán                     | Stefanie                   |
| Checo                      | Štěpánka                   |
| Inglés                     | Stephany, Fanny            |
| Francés                    | Stephanie, Étiennette      |
| Italiano                   | Stefania                   |

- Datos: Q5849220
- Multimedia: Estefanía (given name) / Q5849220